# Konrad Stäheli
Konrad Stäheli, né le 17 décembre 1866 à Egnach et mort le 5 novembre 1931 à Saint-Gall, est un tireur sportif de Suisse alémanique.

## Biographie
Konrad Stäheli est né le 17 décembre 1866 dans le hameau de Baumannshaus (Bumeshus) près de Neukirch-Egnach, dans le canton de Thurgovie en Suisse.
À partir de 1872, Konrad commence sa scolarité. L'écriture et l'arithmétique n'étaient pas ses points forts, mais il était doué pour le dessin. Sur la place du village, il admirait les jeunes gens qui s'exerçaient au tir à l'arbalète. Bientôt, il fut initié et un samedi de 1875, son premier tir tapa déjà dans le mille. Il avait neuf ans. À partir de ce samedi là, il fut autorisé à participer régulièrement aux exercices de tir.
Konrad aurait aimé aller à l'Ecole de Dessin de Saint-Gall. Pour gagner l'argent nécessaire, il travailla dans une usine de broderie. Après deux ans, il entra à l'Ecole de Dessin. Mais à mi parcours, ses économies étaient épuisées, si bien qu'il dût retourner travailler à l'usine de broderie. Après avoir pu terminer la deuxième moitié de son apprentissage, il entra chez Louis Kürsteiner (de), ingénieur de génie civil à Saint-Gall.
En 1884, Konrad Stäheli s'installe à St. Fiden près de Saint-Gall, qui à l'époque appartenait encore à la communauté municipale indépendante de Tablat, où il épouse Elisa Bossert en 1892.

## Carrière sportive
Dans la seconde moitié du XIXe siècle, diverses compétitions internationales de tir ont été organisées. Le Néerlandais van den Bergh avait suggéré que des concours internationaux soient organisés régulièrement. Cette idée a été soutenue par le tireur néerlandais Sillem et le français François Monrod. Des séries de tirs plus longues devaient être tirées : debout, à genoux et couché, 40 tirs chacun sur des cibles de 5, à une distance de 300 mètres.
En 1871, 3000 Suisses se rendent ainsi à Lyon et à Macon pour les premiers concours ouverts aux tireurs étrangers.
En 1886, le jeune tireur Konrad Stäheli, âgé de vingt ans seulement, attire l'attention sur lui au Festival des sous-officiers suisses à Herisau avec un brillant résultat : il est sacré 1er maître au tir avec le revolver d'ordonnance.
Lors du concours de tir du canton de Lausanne en 1894, Stäheli est sacré 1er maître tireur avec 82 points en 100 coups.
Lors du concours de tir de la confédération en 1895 à Winterthur, il arrive 5e avec 77 points en 100 coups.
Lors du concours international à Rome en 1911, Konrad Stäheli, contrairement à son habitude, tire ses derniers coups à la dernière minute. À peine le dernier coup de feu tiré, la foule rugit à travers les tribunes bondées : "Konrad a réussi !". Stäheli était en effet champion du monde, le groupe suisse avait remporté une victoire indiscutable.
À Biarritz en 1912, Konrad Stäheli était particulièrement en forme. Son résultat global dans les trois positions avec 1078 points, tir à vue, position ouverts et tir à vue de face, considéré comme inatteignable à l'époque, attira l'attention du monde entier.
À partir de cette date, Konrad Stäheli fut considéré comme l'un des meilleurs tireur au monde.
Jusqu'en 1921, Konrad Stäheli améliora continuellement ses performances. Pendant de nombreuses années, il fut l'un des meilleurs tireurs. Nombre de ces performances "à l'ancienne", c'est-à-dire en position ouverte et position de face, sans accessoires, ont été filmées.
Konrad Stäheli a participé à 17 championnats du monde, 17 fois avec un fusil Stutzer, de l'armée hélvetique, et 13 fois avec un pistolet d'ordonnance ou de sport et il remporta 23 titres de champion du monde, qui se répartissent comme suit :
- six fois dans une combinaison à trois positions,
- onze fois un genou à terre,
- quatre fois couché,
- une fois debout,
- une fois au pistolet, lors du match international de 1906 à Milan, où il a battu l'élite des tireurs internationaux dans une compétition féroce avec le pistolet de l'armée suisse sans aucun accessoire.

La Première Guerre mondiale fit faire une pause forcée au tir sportif.
Mais après cette longue période de repos, Stäheli n'avait rien perdu. Il obtint d'excellents résultats dans les années 1918-1921, restant inégalé. Lors des neuf grandes compétitions auxquelles il a participé durant cette période, il a remporté huit fois la première place et une fois la deuxième place au championnat.
En 1920, lors du concours de tir du canton d'Argovie à Zofingen, il tira d'abord 45, 49 et 45 points en trois séries de 50 coups. Quelques semaines plus tard, à Einsiedeln, il obtint le résultat le plus élevé de sa vie, à savoir 50 points en 50 coups, dont 49 points sur cibles de 28 cm et un point sur cible de 32 cm.
Il tira tous ses coups un genou à terre avec le Stutzer, qui l'avait mené de victoire en victoire depuis 1898.
Lors du match international de Milan en 1922, le groupe suisse de tireurs au pistolet a obtenu le brillant résultat de 2553 points, soit 85 points de plus que l'Italie, deuxième.L'équipe suisse de tireurs au fusil a eu moins de succès. Avec 5184 points, ils étaient à 100 points derrière l'équipe des États-Unis. Konrad Stäheli, qui n'avait pas tiré, a analysé les raisons de ce résultat insatisfaisant. Selon lui, les aides modernes, à savoir la ceinture américaine et la dioptrie, n'avaient pas été utilisées de manière cohérente.
Stäheli tira ses dernières cartouches quelques semaines avant sa mort à Weierweid, à l'occasion du concours fédéral en 1931.
Il a toujours eu l'habitude de jeûner avant les grandes compétitions. Ses yeux en devenaient bleu clair et transparents. Un médecin qui était aussi tireur a un jour affirmé que Konrad Stäheli devait avoir du "sang de poisson" dans les veines. Interrogé sur la surprenante déclaration de ce collègue tireur, Stäheli démystifia ainsi : "J'ai été élevé par des parents adoptifs taciturnes, ils ne parlaient que lorsque c'était absolument nécessaire. Et puis, dans ma jeunesse, j'ai subi une grave intoxication, due à l'ingestion d'une balle de plomb Vetterli. Il se peut, que j'aie du plomb dans le sang à la suite de cela. Du reste, depuis, je ne peux plus manger ce que je veux, et c'est bien comme c'est.

## Activité associative
Pendant 11 ans, Stäheli a été membre de la direction de l'Association de tir de Saint-Gall, membre du conseil d'administration de l'Association cantonale de tir de Saint-Gall pendant 10 ans et a été actuaire de l'Association de tir du district de Saint-Gall pendant 4 ans.
Aussi souvent que son temps le lui permettait, il travaillait également au sein de l'association des sous-officiers de la ville de Saint-Gall.
Il était également un membre enthousiaste et apprécié de l'Association des fusiliers militaires de Saint-Gall. Il fut également cofondateur du syndicat suisse des tireurs sportifs, dont la fondation fut accueillie avec des sentiments mitigés dans les cercles dirigeants de la Fédération Suisse de tir. Le président de la nouvelle association était C. Widmer, Saint-Gall, et l'actuaire Konrad Stäheli.
En 1925, peu après la brillante compétition internationale de Saint-Gall, Konrad Stäheli démissionna de ses fonctions.
Pendant la 1re guerre mondiale, Konrad Stäheli se consacra à la formation des jeunes tireurs.

## Médailles
Konrad Stäheli remporte trois médailles d'or et une médaille de bronze aux Jeux olympiques d'été de 1900 se tenant à Paris, ce qui en fait l'un des sportifs les plus médaillés de ces Jeux, avec l'athlète américain Alvin Kraenzlein.
- Médaille d'or de Tir au Fusil militaire, sur 300 mètres, par équipe
- Médaille d'or de Tir au Fusil militaire, sur 300 mètres, un genou à terre
- Médaille d'or de Tir au Revolver de l'armée, sur 50 mètres, par équipe
- Médaille de Bronze de Tir au Revolver militaire sur 50 m, épreuve individuelle

Le tireur suisse remporte aussi deux médailles d'or, deux médailles lors des Jeux olympiques intercalés de 1906 à Athènes, malheureusement non reconnues par le Comité international olympique.
- Médaille d'or de Tir au 1906 Athènes Fusil, sur 300 mètres, équipage
- Médaille d'argent de Tir au 1906 Athènes Fusil, sur 300 mètres

## Philosophie du sport
Pour Konrad Stäheli, le sport signifie travailler à la performance. Pour lui, le succès ne pouvait être obtenu que par une formation régulière et continue.

## Littérature
- A.Greuter, Biographie K. Stäheli, Verlagsgenossenschaft Schiess-Sport, Zürich, 1933, 216 pages, en allemand
- Der Feldschütz, N° 3, juillet 2015, 87e année Feldschütz 2015 03.pdf